# Ourique
Pour les articles homonymes, voir Ourique (homonymie).
Ourique (prononciation [o(ou)'ɾik(ɨ)]) est une ville et une municipalité du Portugal faisant partie du District de Beja ayant une superficie de 663,4 km2 ayant une population de 5 842 habitants.
Le maire actuel est Marcelo Guerreiro (PS).
La localité est célèbre à cause de la Bataille d'Ourique en 1139.

## Subdivisions

Carte des paroisses d'Ourique.

Depuis la loi no 11-A/2013 du 28 janvier 2013, portant réorganisation administrative du territoire des freguesias, la municipalité d'Ourique est subdivisée en 4 paroisses (freguesia en portugais) contre 6 auparavant :
- Garvão e Santa Luzia (fusion de Garvão et Santa Luzia)
- Ourique
- Panoias e Conceição (fusion de Panoias et Conceição)
- Santana da Serra